# Casa medieval

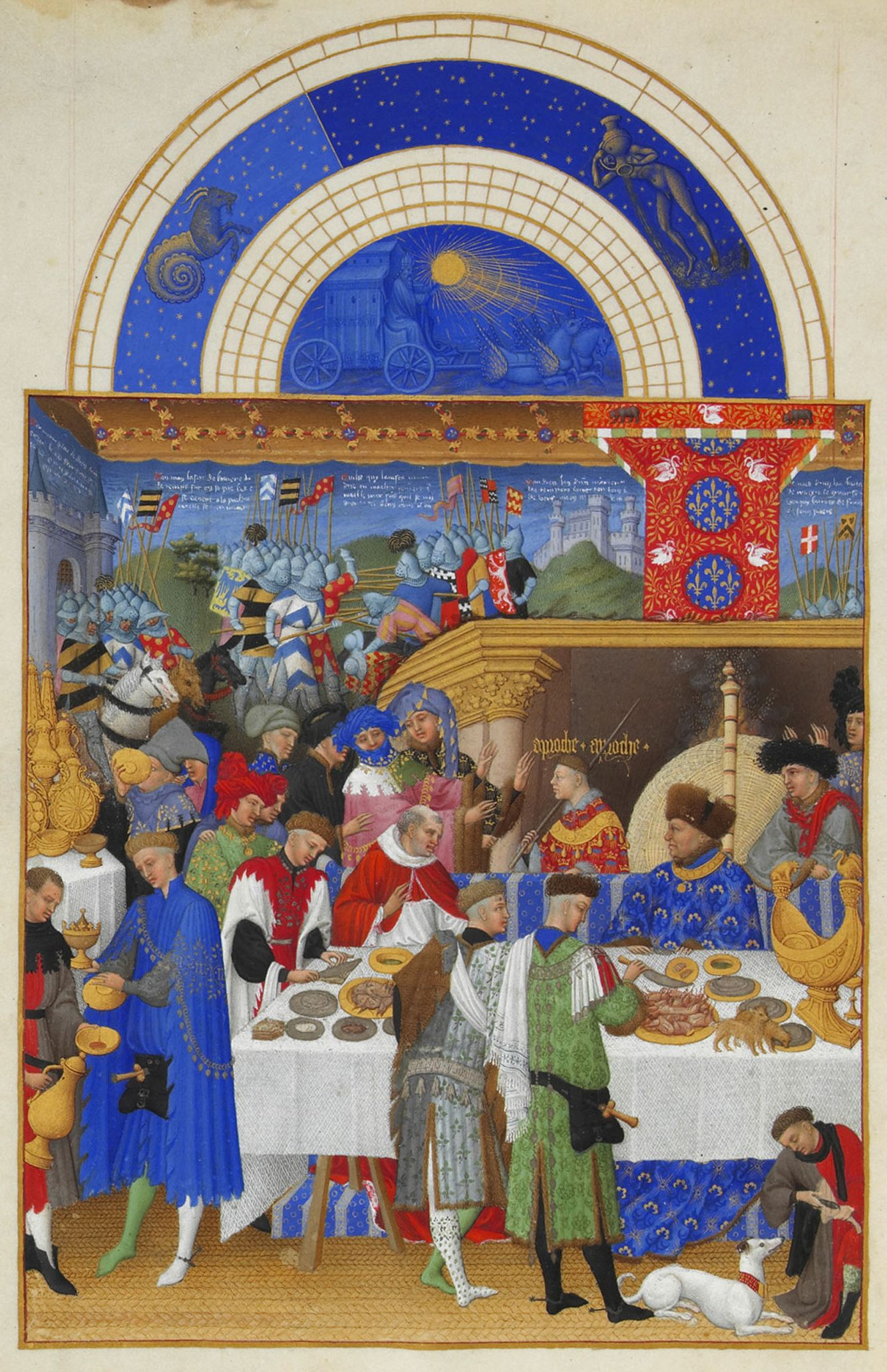
Joan I de Berry, Duc de Berry gaudint d'un gran menjar. El duc es troba assegut a la taula vestit de blau i envoltat de nombrosos servents, convidats i dependents. Il·lustració de Les molt riques hores del Duc de Berry, cap a 1410.

La casa medieval era, com les llars modernes, el centre de la vida familiar per a totes les classes de la societat europea. No obstant això, en contrast amb la llar d'avui dia, consistia en molts més individus que la família nuclear. Des de la casa del rei fins al més humil habitatge camperol, parents més o menys llunyans i un nombre variable de servents i dependents cohabitaven amb l'amo de la casa i la família immediata. L'estructura de la casa medieval es va dissoldre en gran part per l'adveniment de la privadesa a l'Europa moderna primerenca.
Les variacions van ser immenses a tot un continent i un lapse de temps d'uns 1.000 anys. No obstant això, encara és possible parlar d'un model clàssic de la casa medieval, particularment com va evolucionar a la França carolíngia i des d'allà es va estendre per grans parts de Europa.

## Llars aristocràtiques

### Antecedents històrics
Ni el grec ni el llatí tenien una paraula que correspongués a la «família» d'avui dia. La família llatina ha de ser traduïda com a «llar» en lloc de «família». La casa aristocràtica de l'antiga Roma era similar a la de l'Europa medieval, en el sentit que consistia —a més de les famílies, la seva esposa i fills— en un nombre de "clients" dependents del senyor que els atenia, aconsellava i rebia recompenses. La diferència amb el seu equivalent medieval radicava en l'ús d'esclavatge en l'Antiga Roma en lloc de servents remunerats per a l'exercici de tasques servils. Una altra diferència era que, a causa de la relativa seguretat i tranquil·litat dins de les fronteres de l'Imperi Romà, hi havia poca necessitat de fortalesa (arquitectura). La casa aristocràtica de l'Europa medieval, per altra banda, era tant una unitat militar com socioeconòmica, i a partir del segle ix la residència ideal era el castell.

### Composició
Com a resultat de la naturalesa militar de la casa noble medieval, la seva composició era predominantment masculina. Cap al final del període medieval la proporció es va anivellar una mica, però en una data anterior l'element femení de la casa consistia únicament a la dama i les seves filles, els seus ajudants, i potser algunes empleades domèstiques per executar tasques particulars com el rentat. Molts dels servents masculins eren purament militars; hi hauria un esquire, així com diversos números de cavallers i escuders per guarnir el castell com una unitat militar, però molts també treballarien en altres funcions, i hi hauria servents enterament dedicats a les tasques domèstiques. Al nivell inferior, eren simplement homes locals recrutats a les poblacions. Els llocs de nivell superior —en particular els que atenien el senyor— eren sovint ocupats per homes de rang: fills dels parents del senyor, o el seu seguici.
La presència de servents de noble bressol imposava a la casa una jerarquia social que era paral·lela a la jerarquia dictada per la funció. Aquesta segona jerarquia tenia a la seva cúspide el majordom —alternativament senescal o majordom de palau—, que tenia la responsabilitat primordial dels assumptes domèstics de la casa. Tenint cura del benestar personal del senyor i la seva família estaven el camarlenc, que era responsable de la cambra o de l'habitació privada, i el mestre del rober, que tenia la responsabilitat principal de la roba i altres articles domèstics.
De gairebé la mateixa autoritat que el majordom era el mariscal. Aquest oficial tenia la responsabilitat militar vital dels estables i cavalls de la casa, i també estava a càrrec de la disciplina. El mariscal, i altres servents de més rang, tenien assistents que els ajudaven a fer les seves tasques. Eren els anomenats valets de cambra, mossos de quadra o patges, classificats de dalt a baix en aquest ordre i en la seva majoria joves nois, encara que a les grans corts reals el 'valet de chambres' incloïa tan joves cortesans nobles, com sovint artistes, músics i altres especialistes que podien ser de renom internacional. Assignar-los el càrrec de valet era una manera de regularitzar la seva posició dins la casa.
Una de les funcions més importants de la casa medieval era l'obtenció, l'emmagatzematge i la preparació d'aliments. Això consistia tant a alimentar els ocupants de la residència diàriament, com a preparar grans banquets per als convidats, per mantenir l'estatus de senyor. La cuina es dividia en un rebost —per al pa, el formatge i la roba de taula— i un celler —per al vi, la cervesa i ale. Aquestes parts estaven dirigides per un forner i un majordom respectivament. Depenent de la mida i la riquesa de la casa, aquestes dependències es van subdividir més endavant. La següent és una llista d'algunes dels habitacles que podíem esperar trobar en una gran casa aristocràtica o real medieval:
A més d'aquestes dependències, es necessitaven servents que s'ocupessin dels animals de caça. El mestre caçador ocupava una posició central a les grans cases nobles. Així mateix, el mestre falconer era un oficial d'alt rang, sovint d'origen noble. Hi havia necessitats espirituals per atendre, i una capella era una part natural de cada casa gran. Aquestes capelles de la casa estarien ateses per un nombre variable de clergues. Els capellans, confessors i almoiners podien servir a les capacitats administratives així com a les religioses.

### Llars nobles
Les cases dels reis medievals, eren en molts sentits, simplement cases aristocràtiques a major escala: com el cronista de la cort de Borgonya, Georges Chastellain, va observar de l'esplèndida cort dels ducs de Borgonya, «després dels actes i les gestes de la guerra, que són reclams de glòria, la casa és el primer que crida l'atenció, i que és, per tant, més necessari dur a terme i organitzar bé». Una gran diferència era la manera com els funcionaris de la casa reial que eren en gran manera responsables del govern del regne, així com de l'administració de la casa.
Els reis de França del segle xi, per exemple, «governaven a través d'oficials reals que eren en molts aspectes indistingibles dels seus oficials de la casa». Aquests oficials —principalment el senescal, l'algutzir, el majordom, el xambel i el canceller— obtenien naturalment amplis poders, i podien explotar aquest poder per al progrés social. Un exemple d'això és el de la dinastia carolíngia de França, que es van elevar de la posició de majordoms reals —els majordoms de palau— per convertir-se en reis per dret propi. Va ser el pare de Carlemany, Pipí el Breu, qui va obtenir el control del govern del debilitat rei merovingi Khilderic III. Un altre exemple es pot trobar a la casa d'Estuard a Escòcia, el cognom del qual va donar testimoni dels seus antecedents de servei.
Amb el temps, les posicions centrals de la casa reial esdevingueren poc més que títols honorífics atorgats a les famílies més grans, i no necessàriament dependents de l'assistència a la cort. A Flandes, al segle xiii, els càrrecs d'algutzir, majordom, majordom de palau i camarlenc s'havien convertit en el dret hereditari de certes famílies nobles, i no tenien importància política.
Finalment, la casa reial es diferenciava de la majoria de les cases nobles en la mida del seu element militar. Si un rei era capaç de reunir una força substancial de cavallers de la casa, això reduiria la seva dependència del servei militar dels seus súbdits. Aquest va ser el cas de Ricard II d'Anglaterra, la dependència unilateral dels quals dels seus cavallers de la casa —la majoria reclutats del comtat de Cheshire— li va fer impopular entre la seva noblesa i finalment va contribuir a la seva caiguda.
A Anglaterra, la casa semi-real d'Eduard de Carnarvon, més tard Eduard II quan era Príncep de Gal·les, és la primera per a la qual es pot obtenir un coneixement detallat de les fonts.

### Itinerància
La casa aristocràtica medieval no estava fixada en un indret, sinó que podia estar més o menys permanentment en moviment. Els grans nobles tenien propietats disperses en grans àrees geogràfiques, i per mantenir un control adequat de totes les possessions era important inspeccionar físicament les localitats amb regularitat. Com a mestre dels cavalls, els viatges eren responsabilitat del mariscal. Tot a la casa noble estava dissenyat per viatjar, perquè el senyor pogués gaudir del mateix luxe on sigui.
Particularment per als reis, la itinerància era una part vital del govern, i en molts casos els reis depenien de l'hospitalitat dels seus súbdits per al manteniment mentre eren al camí. Això podia ser un assumpte costós per a les localitats visitades; no només calia atendre la gran casa reial, sinó també tota l'administració reial. Cap al final del període medieval, quan van millorar els mitjans de comunicació, les famílies, tant nobles com reals, es van centrar de manera més permanent en una residència.

### Variacions regionals

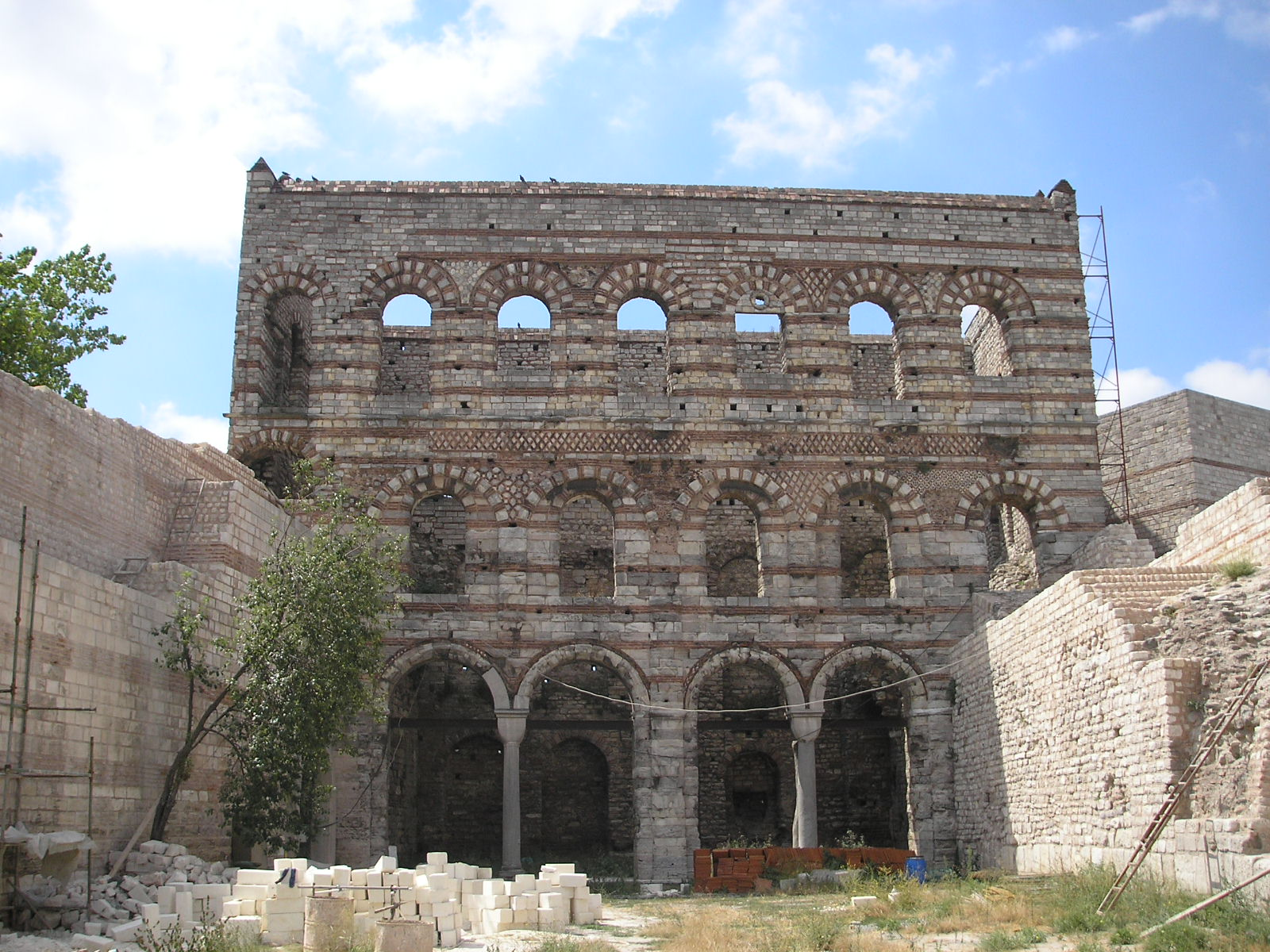
Les ruïnes romanes d'Orient del Palau del Porfirogènit a Istanbul.

La societat aristocràtica centrada en el castell es va originar, igual que gran part de la cultura medieval en general, a la França carolíngia, i des d'allà es va estendre per la major part d'Europa occidental. En altres parts d'Europa, la situació era diferent. A les franges nord i oest del continent, la societat estava basada en els parents més que en el feudalisme, i les llars s'organitzaven en conseqüència a això.
A Irlanda, la base de l'organització social era el sept, un clan que podia comprendre fins a 250 llars, o 1250 individus, tots relacionats d'alguna manera. A l'Escandinàvia de l'època vikinga, els arranjaments d'habitatge eren més humils que els de França o Anglaterra contemporànies, però també aquí els grans senyors posseïen grans salons on podien rebre un gran nombre de convidats.
A l'Imperi Romà d'Orient, els esclaus van ser emprats fins al final de l'Imperi, igual que els eunucs. Se sap poc dels arranjaments d'habitatge dels romans d'Orient, ja que queden molt pocs edificis. Per les proves històriques i arquitectòniques se sap que, encara que els castells eren rars, els rics vivien en palaus de diversa magnitud, amb capelles i jardins, i riques decoracions de mosaics i frescs.

## Llars comunes

### Rural
Les llars de les famílies camperoles medievals eren naturalment més petites que les de l'aristocràcia, i com a tals s'assemblaven més a les llars modernes. Els patrons de matrimoni van fluctuar molt en el curs de l'edat mitjana. Tot i que la majoria de les proves disponibles fan referència a les classes altes, i la font de material per al sud d'Europa és més rica que per a la resta, encara és possible fer algunes generalitzacions aproximades. Sembla clar que el patró de l'edat mitjana de matrimoni durant l'Alta Edat Mitjana era relativament tardà, —a mitjans de la dècada dels vint anys d'edat— i força igual per a homes i dones. La raó es pot trobar en les tradicions portades de les tribus germàniques, però també en el fet que l'habitació es limitava a petites àrees, un factor que imposava restriccions al creixement de la població.
A mesura que es guanyaven més terres per al cultiu, aquesta tendència va canviar. Durant l'Alta i Baixa Edat Mitjana, les dones es casaven cada cop més a l'adolescència, cosa que provocava un augment de les taxes de natalitat. Tot i que les dones es casaven una vegada assolida l'edat reproductiva, els homes havien de tenir mitjans de subsistència independents —per poder mantenir una família— abans de contraure matrimoni. Per això, l'edat mitjana de matrimoni dels homes es va mantenir alta, entre mitjans i finals de la dècada dels vint anys.
Encara que les llars camperoles eren significativament més petites que les aristocràtiques, les més acabalades també empraven servents. El servei era una part natural del cicle de la vida, i era comú que els joves estiguessin alguns anys fora de casa al servei d'una altra llar, d'aquesta manera aprendrien les habilitats necessàries més tard a la vida, i alhora guanyarien un salari. Això era particularment útil per a les noies, que podien destinar els guanys al seu dot.
Les cases rurals medievals eren de mala qualitat comparades amb les cases modernes. El terra era normalment de terra, i hi havia molt poca ventilació o fonts de llum en forma de finestres. A més dels habitants humans, també residien a la casa diversos animals de bestiar. Tot i això, cap al final del període medieval, les condicions van millorar en general. Les cases rurals es van fer més grans, i es va fer més comú tenir dues habitacions i fins i tot un segon pis.

### Urbà
El món medieval era una societat molt menys urbana que l'Imperi Romà o el món modern. La caiguda de l'Imperi Romà havia causat una catastròfica despoblació dels pobles i ciutats que havien existit dins seu. Entre els segles X i XII, però, es va produir un ressorgiment de la ciutat europea, amb un augment de l'urbanització de la societat.
La pràctica d'enviar els nens a actuar com a servents era encara més comuna a les ciutats que al camp. Els habitants de les ciutats es guanyaven la vida en gran manera com comerciants o artesans, i aquesta activitat estava estrictament controlada pels gremis. Els membres d'aquests gremis empraven alhora joves —principalment homes— com aprenents, perquè sabessin l'ofici i més tard prenguessin ells mateixos un lloc com a membres del gremi.

## Perspectives posteriors

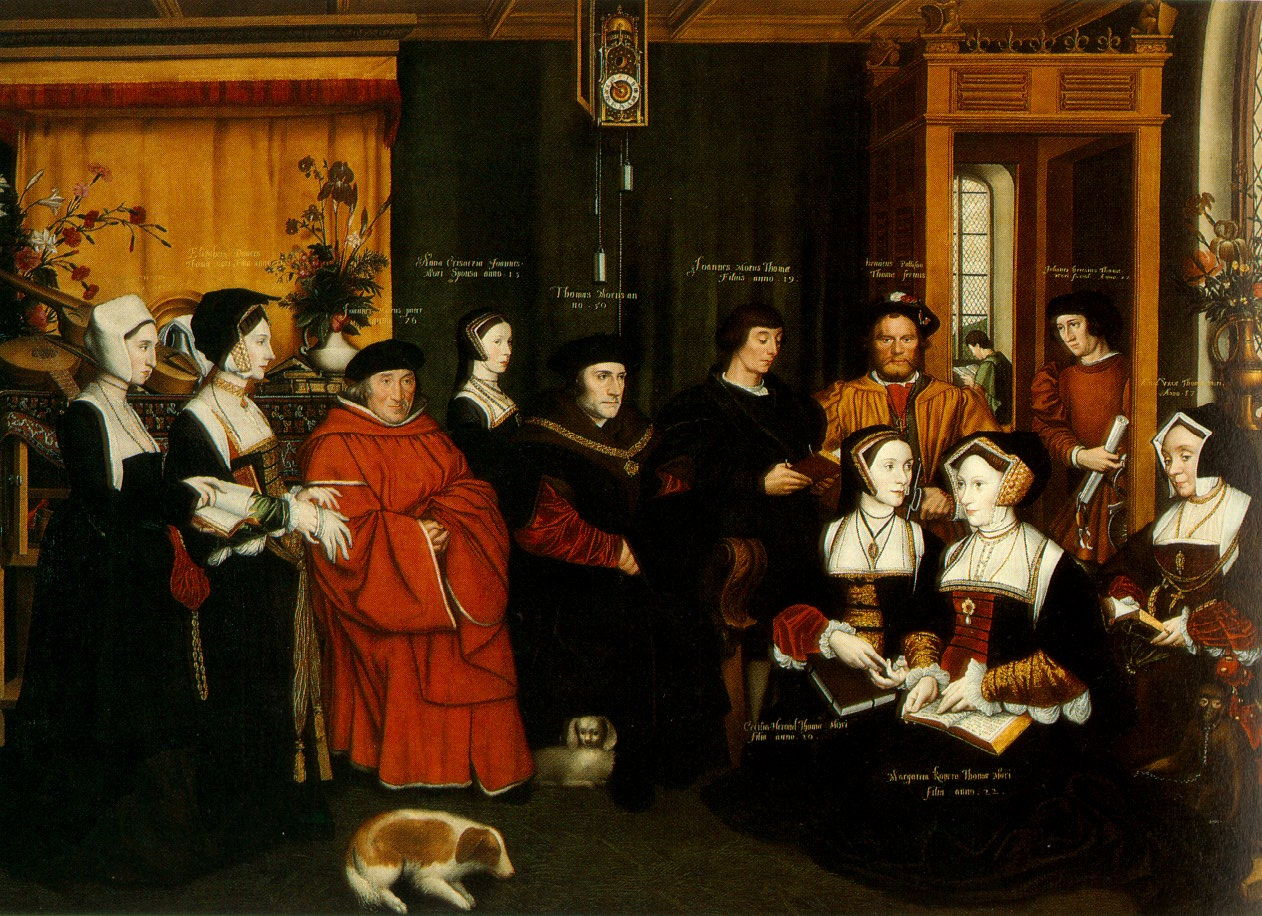
Thomas More amb la seva família —pintat per Holbein— presentant una imatge ideal de l'home de família dels primers temps moderns.

Cap al final de l'edat mitjana, les funcions i la composició de les llars van començar a canviar. Això es va deure principalment a dos factors. En primer lloc, la introducció de la pólvora al c[amp de batalla] va fer que el castell fos una defensa menys efectiva, i va eliminar la funció militar de la llar. El resultat va ser una llar més centrada en el confort i el luxe, i amb una proporció significativament més gran de dones.
El segon factor que va provocar el canvi va ser la primerenca ascensió moderna de l'individu, i l'enfocament en la privadesa. Ja a l'Edat Mitjana tardana els castells havien començat a incorporar un nombre creixent de sales privades, per a ús tant del senyor com dels seus servents. Quan el castell va ser rebutjat en benefici dels palaus o cases senyorials, aquesta tendència es va reforçar. Això no va significar la fi de l'ús de servents domèstics, ni tan sols en tots els casos una reducció del personal domèstic. El que sí que va significar, però, va ser un reajustament pel qual la família —en un sentit genealògic— es va convertir en la pedra angular de la llar.